# 米振標
米 振標（まい しんひょう）は、清末民初の軍人。清末は毅軍に属する。民国時代にも毅軍総司令として北京政府で各派に属した。字は錦堂。幼名は長在児。

## 事跡
清澗県田庄郷米家溝村（現：楡林市綏徳県田庄鎮）出身。幼くして父母を亡くし、極貧の少年時代を送った。10歳にて放浪の旅に出るが清軍に捕らえられ、米氏の養子となって武官への道を歩む。最初は淮軍に加入し、同治年間に宋慶率いる毅軍に転じて、馬夫、伙夫、兵丁と昇進、翼長まで昇進した。1902年（光緒28年）7月1日、千総用把総、また守備に補される。光緒末期には左路歩軍統領として通州に駐屯。武昌蜂起後の1911年10月、山西省大同奪還戦に1個営からなる先遣隊統帯として派遣され、省北部の雁門関にて孤軍奮闘を強いられるが、陳希義率いる増援との合流に成功した。この働きにより、毅軍での地位を高める。合流後は10月19日、大同包囲戦に参加。激戦により双方の損害大きく、11月29日、スウェーデン人宣教師の仲介で革命軍との和議が成立した。同年末、熱河省に展開。

### 熱河支配
1913年（民国2年）、熱河に進攻したウジムチン部王公の反乱を鎮圧、この功により11月、熱河省の林西鎮守使に就任し、あわせて毅軍前敵総指揮、熱河軍務幇弁を兼ねた。1915年（民国4年）12月、袁世凱が皇帝に即位すると、米振標は一等子爵に封じられている。翌1916年（民国5年）の袁世凱死後は段祺瑞の安徽派にまず属し、またバボージャブが反乱を起こすと山東省や林東に派兵し奉天派を助けた。10月初め、防御が手薄だった林西県にバボージャブが侵攻すると、バボージャブの陣地がある北門外高地東営盤に砲撃を加える。1920年（民国9年）の安直戦争時には熱河都統の姜桂題が直隷派との調停に奔走したため、安徽派失脚後も姜とともに地位を保ち、直隷派に転じた。
1921年（民国10年）、姜桂題の下で同省副都統をつとめ、あわせて毅軍左翼翼長兼統領に任命された。姜の引退後、奉天派の汲金純が都統を務めたが、第1次奉直戦争では汲金純に反旗を翻し、灤平で汲軍主力を攻撃、承徳を占領。その後、1922年（民国11年）5月に直隷派の王懐慶が都統に就任するが、実際は米が熱河軍務幇弁として王の職務を代行していた。毅軍内部でも財政庁長兼暫定代理統領の白承頤が11月3日に暗殺されるなど後継者争いが起こったため、1924年（民国13年）7月、王の後任として署理熱河都統に任命される。9月の第2次奉直戦争では王懐慶率いる討逆軍第2軍副司令となった。しかし、奉天派と馮玉祥の前に直隷派が敗北したため、同年12月、米は都統を罷免されている。

### 熱河から河南へ
その後、米振標はかつて同じく毅軍の趙倜が支配していた河南省に向かい、馮玉祥率いる国民軍に転じている。1925年（民国14年）には国民軍第2軍（長：胡景翼、のち岳維峻）隷下の毅軍総司令に任命された。米は毅軍4個旅、1万2千人を率いて、河南軍務幇弁を兼任する。また、騎兵隊総司令・張殿如を冀北に派遣、高碑店まで勢力を伸ばす。また、同年2月、善後会議会員。
1926年（民国15年）1月、呉佩孚の討賊聯軍第1軍（軍長：靳雲鶚）、第2路軍（軍長：寇英傑）、劉鎮華の陝甘軍が河南省への侵攻を開始。2月頭、国民軍第2軍が呉を討てとの通電を発すると、米はこれに呼応している。しかし、2月17日、第11師第16旅長兼豫東鎮守使・郭振才が無抵抗のまま靳雲鶚に帰徳を明け渡すと、米も26日に靳を開封へ迎え入れた。28日、河南全省保安司令に就任した靳雲鶚が鄭州へと進軍を開始すると、岳維峻を討てとの通電を発する。米は開封警備司令に任ぜられ、また国民軍第2軍の撤退から取り残された第3補充旅（旅長：高桂滋）を毅軍に編入し混成第5旅としている。
翌1927年（民国16年）2月8日、安国軍大元帥張作霖は河南省進出を宣言、韓麟春・張学良率いる第3、4方面軍が迫りつつあった。12日、靳雲鶚は直隷派残兵を集めて河南保衛軍を設置すると毅軍も吸収合併され、河南臨時保安司令に就任した。しかしすぐに寇英傑、郭振才らと相次いで安国軍への帰順を表明、14日に開封を直魯聯軍に明け渡した。18日、米は高等顧問（空席）兼第18軍軍長兼毅軍総司令に任命されたが、5月より国民革命軍に転じた馮玉祥の第2方面軍と張発奎率いる第1集団軍第4方面軍第1縦隊の北伐で駆逐される。河南保衛軍は国民革命軍に転じた馮玉祥の第2集団軍に帰順したが、程なくして靳雲鶚とともに旧毅軍の部隊長らも粛清された。これにより、清末以来の毅軍は完全に崩壊、消滅したことになる。
晩年は北平、山海関に寓居した。また、私財で故郷の米家溝や米家𡸴に小学校を建てたり、村公路の石橋を修理するなど慈善活動を行った。1928年（民国17年）、死去。享年69。

## 注
1. ↑  徐友春主編『民国人物大辞典 増訂版』407頁による。
2. ↑  綏徳県文化資源網「綏徳県地方名人：米振標」による。
3. 1 2 3 4  “河南临时保安司令、安国军大元帅府顾问--米振标” (中国語).   清涧县人民政府网. 2020年4月29日閲覧。
4. 1 2 3 4  劉 1978, p. 473.
5. ↑  劉 1978, p. 452.
6. 1 2 3 4 5 6  “绥德县近现代人物——米振标” (中国語).   三秦游. 2020年4月29日閲覧。
7. ↑  劉 1978, pp. 463–464.
8. ↑  劉 1978, p. 464.
9. ↑  劉 1978, p. 474.
10. 1 2 3 4  劉 1978, p. 477.
11. ↑  丁文江 (2007). 民国军事近纪 广东军事纪. 中华书局. p. 67. ISBN 9787101055320
12. 1 2  邓书杰,李 梅,吴晓莉,苏继红 (2005). 风暴来临（1920－1929）. 中国历史大事详解3. 吉林音像出版社. p. 479
13. ↑  “高桂滋传略” (中国語).   陕西省文史资料数据库 - 陕西省图书馆. 2020年4月29日閲覧。
14. 1 2  “2月8日 安国军总司令张作霖宣言进兵河南，直系发生分裂” (中国語).   中国知网. 2020年4月29日閲覧。
15. ↑  郭廷以 (2018). 中华民国史事日志. 艺雅出版社. p. 1360
16. ↑  劉 1978, p. 478.